# Barbarii (piesă de teatru)
Barbarii (în rusă Варвары) este o piesă de teatru din 1906 de Maxim Gorki. A fost scrisă în vara anului 1905 în Kuokkala (Repino) și publicată pentru prima dată în colecția Znanie (în rusă: Зна́ние) din 1906. A apărut ca o ediție separată prin intermediul editurii Ditz.

## Rezumat
Viața liniștită din Verhpolie, un mic oraș de provincie, este tulburată de sosirea echipei de constructori de căi ferate, printre care inginerii Cierkun și Țiganov. Vechea ordine, stabilită de primarul orașului Redozubov, a fost descrisă drept „barbarism patriarhal”, dar devine în curând clar că noii veniți, cinici și amorali, care pretind că sunt „vestitorii civilizației”, nu aduc nimic nou, doar vechea barbarie, chiar dacă în varianta sa modernă.
Ca rezultat, Nadejda Monahova, sedusa și înșelată de Cierkun, se sinucide, oficialul guvernamental local Drobiazgin, implicat în delapidare, trebuie să părăsească urgent locul, fiul lui Redozubov, Grișa, cade victimă dependenței de alcool. Lukin, un student, rămâne neatins de ambele tipuri de barbarie, pentru că pare să cunoască modalități de a le rezista și de a lupta cu acestea.

## Istoricul producției
Piesa a avut premiera în mai 1906 în teatrele provinciale din Imperiul Rus, la Kursk, Ekaterinoslav și Lugansk. Mai târziu în acel an a fost pusă în scenă la Berlin. În 1907 a fost pusă în scenă la Sankt Petersburg, la teatrele Sovremenni și Novi Vasilieostrovski.
Într-o scrisoare din 1907 către Nikolai Krasov, directorul Teatrului Petersburgski (unde piesa de teatru a avut premiera la 4 februarie 1908), Gorki a recomandat Dușmanii pentru punerea în scenă, dar a adăugat că ar trebui să fie aleasă piesa Barbarii"... Personajul Monahova necesită o atenție deosebită. Ea crede sincer într-un fel de dragoste grandioasă, de foc, pură și în eroul care ar fi demn de o asemenea iubire.”
Un film sovietic, Barbarii, a fost realizat în 1953 pe baza acestei piese.